# NGC 3879
NGC 3879 (również PGC 36743 lub UGC 6752) – galaktyka spiralna (Sd), znajdująca się w gwiazdozbiorze Smoka. Odkrył ją William Herschel 7 kwietnia 1793 roku.